# Le Rendez-vous de Noël
Pour plus de détails, voir Fiche technique et Distribution.
Le Rendez-vous de Noël (Meet Me Next Christmas) est une comédie romantique américaine de Noël réalisée par Rusty Cundieff et écrite par Molly Haldeman et Camilla Rubis. Le film met en vedette Christina Milian, Devale Ellis et Kofi Siriboe. Il est disponible sur Netflix depuis le 6 novembre 2024.

## Synopsis
Prête à tout afin de renouer avec l'homme de ses rêves, Layla traverse New York à la recherche d'un billet pour un concert à guichets fermés des Pentatonix, un soir de Noël.

## Distribution
- Christina Milian (VF : Fily Keita) : Layla
- Devale Ellis (VF : Baptiste Marc) : Teddy
- Tymika Tafari (VF : Aurélie Konaté) : Roxy
- Kofi Siriboe : James
- Nikki Duval (VF : Lydia Cherton) : Becca, l'agent artistique de Pentatonix
- Kalen Allen  (VF : Fily Keita) : Jordy, le cousin de Teddy
- Theresa Tova : Debra
- Mitch Grassi (VF : Yoann Sover) : Mitch
- Scott Hoying : Scott
- Kirstin Maldonado (VF : Flora Kaprielian) : Kirstin
- Kevin Olusola : Kevin
- Matt Sallee (VF : Grégory Lerigab) : Matt

Version française
- Studio de doublage : TitraFilm
- Adaptation : Marie-Agnès Desplaces
- Direction artistique : Karl-Line Heller
- Enregistrement : Virgil Michaux
- Mixage : Gueorgui Gorelko-Fokine
- Gestion de Projet : Alexis Hebras

Source et légende
Version française (VF) selon le carton du doublage français au générique et RSDoublage.

## Production
Le film, réalisé par Rusty Cundieff et écrit par Molly Haldeman et Camilla Rubis, est produit par Mark Roberts via sa propre société. Simon Lythgoe et Matt Code ont pris en charge la production exécutive. Christina Milian, en plus de jouer dans le film, occupe également le poste de productrice exécutive. La distribution inclut également Kofi Siriboe, Devale Ellis, Kalen Allen, ainsi que le groupe de musique Pentatonix.
Le tournage a principalement eu lieu à Toronto.

## Diffusion
Le film est sorti sur Netflix le 6 novembre 2024.